# Абдалла (султан Маринидов)
Абу Амир Абдалла ибн Ахмад II, или Абдалла (ум. 1398) — маринидский султан Марокко в 1396—1398 годах.

## Биография
Абдул Азиз II сменил своего брата Абу Фариса Абдула Азиза II на престоле в 1396 году. Во время его правления государством фактически управлял визирь. В 1398 году его сменил на престоле брат Абу Саид Усман III.